# Power Macintosh 9500
Power Macintosh 9500（ヨーロッパおよび日本以外のアジアではPower Macintosh 9515として販売 ）は、1995年6月から1997年2月までAppleによって設計、製造、販売されたパーソナルコンピュータである。Power Macintosh 8100で採用されたPowerPC 601チップより高速な第2世代PowerPCチップ、PowerPC 604プロセッサを搭載している。1996年8月に発売された180MPと200MHzのモデルは、強化されたPowerPC 604eプロセッサを採用していた。
MacWorld Magazineは、Power Macintosh 9500に肯定的なレビューを与え、「多くの人に向けた第2世代Power Macとしては高価高価過ぎる。しかし、カラー出版やメディア制作のためのハイエンドグラフィックワークステーションの基盤として、非常に優れている。その速度と拡張性は、科学技術市場でも人気を博すはずである。」同社のベンチマークでは、Mac 68kエミュレータで古いMacのソフトウェアを実行した場合、Power Macintosh 9500はQuadra 950の性能不足を克服し、Quadra 900の約2倍の速度であることが確認された。
Power Macintosh 9500は、Power Macintosh 9600に置き換えられた。

## ハードウェア

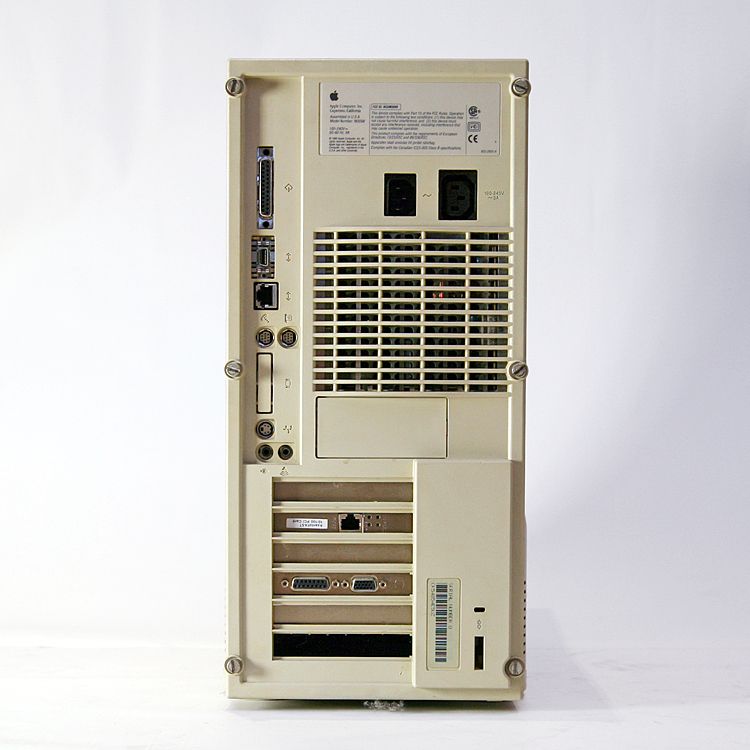
Power Macintosh 9500/132の背面図。

Power Macintosh 9500には、Appleにとって技術的に初の試みが含まれている。CPUはドーターカードに搭載されているため、簡単に交換できる。120〜200MHzのシングルプロセッサのカードと、180MHzのCPUを2つ搭載したデュアルプロセッサのカードが用意されていた。また、Macintoshで初めてPCIバスを採用し、6つのPCIスロットが用意されている（うち1つはグラフィックカードに必要である）。InfoworldのAnita Eplerは、次のように述べている。「マルチメディア開発者の多くは、従来のMacに搭載されていたオンボードビデオを使用しないため、Appleは賢明にもオンボードビデオを省くことにした。ユーザは自分でPCIグラフィックカードを購入するか、Appleの64ビットアクセラレーションPCIビデオボード（2MBのVRAM付き）をオプションで選択することができる。」
また、Appleのコンピュータとして初めて168ピンのDIMMメモリモジュールをサポートし、搭載された512KBの128ビット幅キャッシュは、ライトスルーではなくコピーバックを採用しており、従来のMacintoshモデルよりも高速で、シングルモジュールの装着も可能である。ロジックボード上には合計12個のメモリスロットがある。 Power Macintosh 8100と同様に、メモリを取り付けるには、ケースからロジックボードを取り外す必要がある。発売当時は、1つ64MBのDIMMが最大で、最大768MBのメモリを搭載することができた。Advantage Memory社などは、このサイズのDIMMを1枚3,900米ドルで販売していた。 128 MB DIMMは1995年後半に発売され、理論上1.5 GBのメモリ制限を搭載できるが、初期インストールされている漢字Talk 7.5.2では1GBを超えるメモリを使用できない。
また、10BASE-TのイーサネットポートとAAUIポートに加え、新しいSCSI-2 Fast規格をサポートし、4倍速CD-ROMを搭載するなど、Macintoshとしては初の試みも行われた。 
「Tsunami」と呼ばれるロジックボードの基本設計は、さまざまなMacintoshクローンメーカによってリファレンス設計として 、また修正版はMacintosh以外のApple Network Server 500/700で使用された。
サードパーティのPowerPC G4 CPUアップグレードとXPostFactoインストールユーティリティを利用すると、Power Macintosh  9500でMac OS X v10.5 Leopardまで実行でき、Mac OS Xを実行できる最も古いモデルになる。

## モデル
すべてのモデルに標準で含まれているのは、16MBのRAM、1 GBのHDD、およびAppleCD 600i 4倍速CD-ROM
1995年6月19日発表：
- Power Macintosh 9500/120 [6]
- Power Macintosh 9500/132 ：132MHz CPU、2GB HDD[7][8]

1995年10月2日発表：
- Power Macintosh 9515/132 ：9500/132と同仕様、[9][8]ヨーロッパおよびアジアで販売された[1]

1996年4月22日発表：
- Power Macintosh 9500/150 ：150MHz CPU、16または32MB RAM、2GB HDD[10][8]

1996年8月5日発表：
- Power Macintosh 9500 / 180MP ：2つの180 MHz PowerPC 604e CPU、16または32 MB RAM、2 GB HDD、AppleCD 1200i 8xCD-ROM[11] [8]
- Power Macintosh 9500/200 ：16または32 MB RAM、2 GB HDD、AppleCD 1200i 8xCD-ROM[12][8]